# Crêta de Vella
Crêta de Vella är en bergstopp i Schweiz.   Den ligger i distriktet Entremont och kantonen Valais, i den sydvästra delen av landet, 110 km söder om huvudstaden Bern. Toppen på Crêta de Vella är 2 519 meter över havet, eller 22 meter över den omgivande terrängen. Bredden vid basen är 0,21 km.
Terrängen runt Crêta de Vella är mycket bergig. Närmaste större samhälle är Bagnes, 14,1 km norr om Crêta de Vella. 
Trakten runt Crêta de Vella består i huvudsak av gräsmarker. Runt Crêta de Vella är det mycket glesbefolkat, med 4 invånare per kvadratkilometer.